# Popularitet
Popularitet handlar om att vara omtyckt av många. Oftast avser man det intresse och den entusiasm som vissa personer eller saker väcker hos många människor.
Ordet popularitet finns i svensk skrift sedan 1796, ursprungligen som ett lån från franskans popularité – folklighet.